# Crister Andersson
Crister George Andersson, född 21 maj 1947 i Norrköping, är en svensk före detta fotbollsspelare.
Anderssons moderklubb är Norrköpings FF. Han spelade ungdomsfotboll för IK Sleipner i hemstaden innan han gjorde militärtjänst på Gotland, där han spelade två år för IF Gute. Han gick sedan till Södertälje SK, där han hade Ulf Schramm som tränare. När Schramm 1974 blev lagledare för AIK tog han med sig den då 26-årige Andersson. Han blev genast en nyckelspelare i det AIK som slutade tvåa i Allsvenskan, och var 1975 en av tre AIK:are som spelade samtliga 26 matcher i serien då AIK slutade femma. Han råkade våren 1976 ut för en svår korsbandsskada i knäet i cupfinalen mot Landskrona Bois och kom sedan aldrig tillbaka till AIK:s A-lag. 1978 gick han i stället tillbaka till Södertälje SK, men efter en halv säsong blev han skadad också i andra knäet och tvingades sluta.